# Tédio Boys
Tédio Boys foi uma banda originária de Coimbra, com uma história ímpar em Portugal. Apesar de não terem tido grande mediatismo, a sua influência na música portuguesa é enorme, por ter gerado várias bandas como D3O, Wraygunn, The Parkinsons, Blood Safari, Tiguana bibles e Bunnyranch. Nasceram como um lado B da banda É Mas Foice.

## Biografia
Começaram por tocar nas ruas da cidade de Coimbra, tendo sido expulsos pela polícia. Mais tarde tocam no palco da Queima das fitas, espectáculo que ficou marcado pela actuação em nudez dos seus elementos.
O nome da banda vem, segundo o vocalista Toni Fortuna, do tédio que se vivia na cidade de Coimbra na altura.
O grande sucesso da banda fez-se nos EUA, onde fizeram várias digressões.
"Filhos do Tédio", é um documentário com cerca de 48 minutos de Rodrigo Fernandes e Rita Alcaire sobre o percurso desta mítica banda.
Actualmente, os vários elementos têm outros projectos. Toni canta nos D3O, Kaló está nos Bunnyranch como baterista e vocalista. O guitarrista Vitinho agitou Londres com The Parkinsons e Paulo Furtado conhece o êxito com os WrayGunn e o seu projecto a solo Legendary Tiger Man.

## Elementos
- Paulo Furtado (1989–2000) – guitarra, compositor, letrista
- Sérgio Cardoso (1989) – baixo
- Toni Fortuna (1989–2000) – voz
- Victor Torpedo (1989) – guitarra, compositor, letrista
- Kaló (1991–2000) – bateria
- André Ribeiro (1989–1999) – baixo
- Pedro Chau (2000) – baixo

## Discografia
- Porkabilly Psychosis (CD, Numérica - 1994)
- Bad Trip (CD, Elevator Music - 1998)
- Fuck The Beatles Go Country (7" single, Elevator Music - 1997)
- Outer Space Shit (CD, Elevator Music - 1996)
- Jungle EP (7" single, Lux Records - 1999)
- Pussynest (Digital file, Elevator Music - 2008)
- Filhos do Tédio / Voodoo Jungle (DVD/CD, Lux Records - 2013)

Porkabilly Psychosis (LP, Rastilho records - 2017)